# Tetritsqaro
Tetritsqaro (georgiska: თეთრიწყარო), eller Tetri Tsqaro, tidigare Aghbulaghi (აღბულაღი), är en stad i Nedre Kartlien, en region i södra Georgien. Stadens namn översätts till "vit källa". År 2014 hade den 3 093 invånare.
Staden är administrativt centrum för distriktet Tetritsqaro. 